# Ариола (Парма)
Ариола је насеље у Италији у округу Парма, региону Емилија-Ромања.
Према процени из 2011. у насељу је живело 353 становника. Насеље се налази на надморској висини од 669 м.